# ابسنت (نقاشی)
ابسنت (فرانسوی: L'Absinthe‎) یا ابسنت نوش (به انگلیسی: The Absinthe Drinker) نقاشی رنگ روغن ادگار دگاست که سال ۱۸۷۶ کشیده شد. این اثر نخست در کافه (Dans un Café) نام داشت که پس از چندین بار تغییر نام نهایتاً در سال ۱۸۹۳ با نام کنونی‌اش ابسنت خوانده شد.
ابسنت در موزه اورسی پاریس نگهداری می‌شود.